# Кларенс Меннінг
Кларенс Огастус Меннінг (англ. Clarence Augustus Manning; 1 квітня 1893 — 4 жовтня 1972) — американський історик, літературознавець, перекладач, спеціаліст із славістики та українознавства.

## Біографія
Народився в м. Нью-Йорк (США). 1912 року здобув ступінь бакалавра, 1913 — магістра, 1915 — доктора в Колумбійському університеті (Нью-Йорк). 1917—1958 роки — співробітник цього університету, з 1924 — професор, з 1940 — голова його славістичного відділення.
Дійсний член Наукового товариства імені Шевченка. 1948 нагороджений «Шевченківською грамотою Свободи» Українського конгресового комітету Америки. З 1948 року — почесний доктор Українського вільного університету (Мюнхен, Німеччина). Був активним пропагандистом українознавчих досліджень в американських академічних колах, один з ініціаторів проекту «Ukraine: A Concise Encyclopae-dia», автор численних статей у часописах «The Ukrainian Quarterly» та «Ukrainian Weekly».
Фахівець з широкого кола слов'янознавчих проблем. Досліджував літературну творчість Івана Котляревського, Тараса Шевченка, Івана Франка, Лесі Українки, Миколи Хвильового, Олександра Пушкіна, П. Чаадаєва, Б. Пастернака, К. Чапека, а також гетьмана Івана Мазепи та козацького періоду історії України загалом. Переклав англійською мовою та упорядкував твори Шевченка, Короленка, Толстого, редагував переклади збірок Франка, Лесі Українки.
Помер у м. Плезантвілл (шт. Нью-Джерсі, США).